# Limnephilus fumigatus
Limnephilus fumigatus là một loài Trichoptera trong họ Limnephilidae. Chúng phân bố ở miền Cổ bắc.